# 斗栱

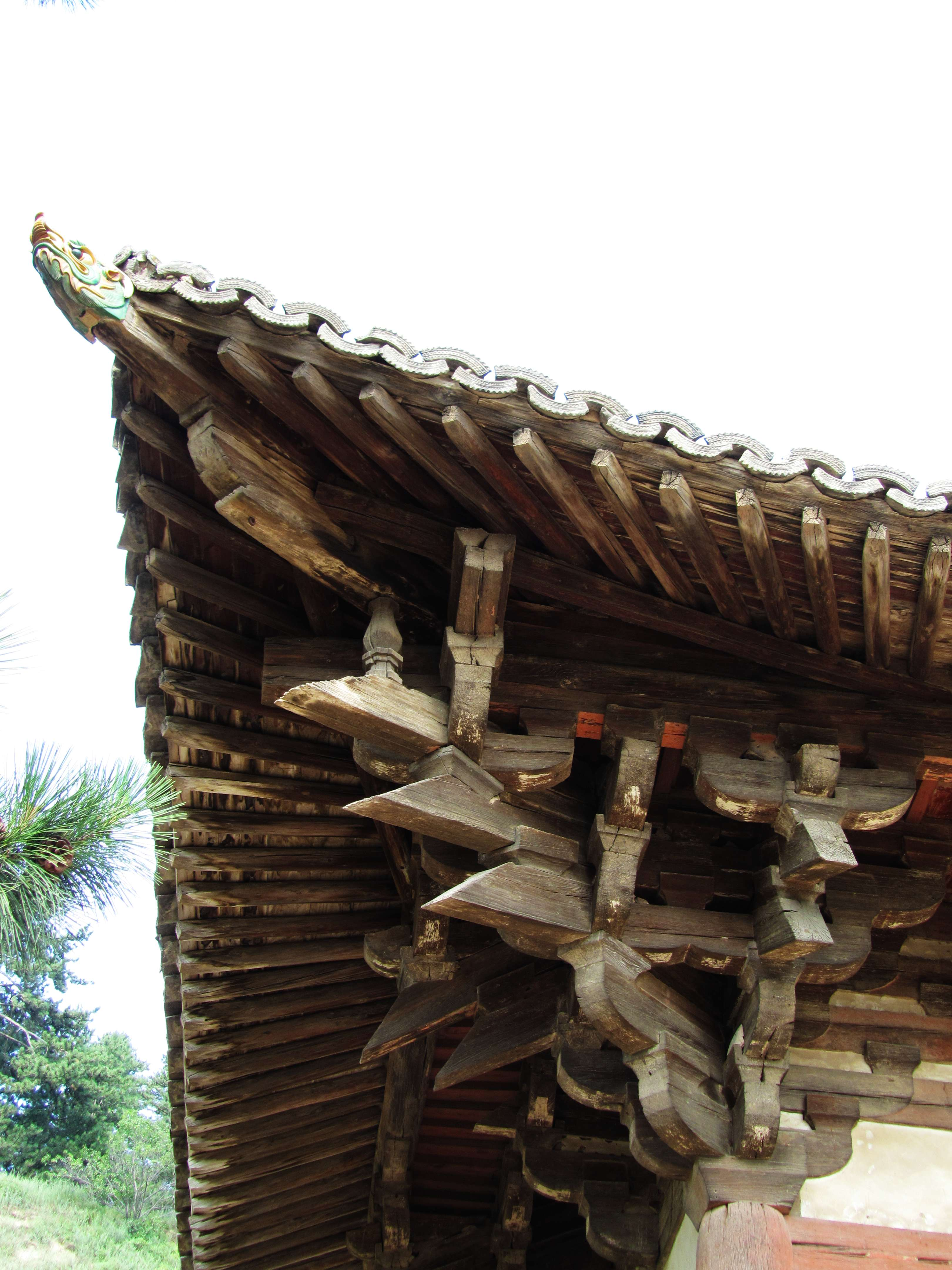
中国山西省の佛光寺は、857年の唐王朝に建立され、1100年以上の歴史を誇る。現在もなお、唐代の姿をそのまま伝えている。

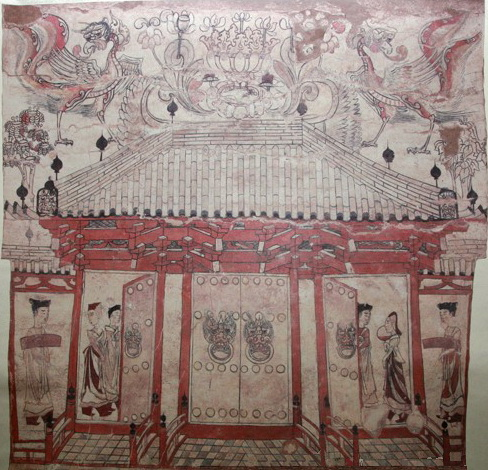
同じ山西省にある魏晉南北朝時代の「九原崗北朝壁画墓」に描かれた壁画には、当時すでに灰色の瓦、赤い柱・梁・斗栱が用いられ、柱や梁には緑・白・黒の彩画が施されていたことが分かる。

斗栱（とうきょう）とは、中国に起源を持ち、漢字圏の木造建築における構造の一部である。屋根の荷重を支え、柱へと伝える役割を担うとともに、装飾的な要素も兼ね備えている。
日本では斗栱は「組物」の一部とされ、日本の仏教建築を特徴づける要素の1つでもある。

## 呼称
- 中国語では、斗拱（ときょう）、斗科（とく）、欂櫨（ぼくろ）、鋪作（ほさく）、蓮花托（れんかたく）、牌科（はいか）などとも称される。
- 日本語では、『常用漢字表』に従い、「栱」の漢字をひらがなにして「斗きょう[1]」と表記することがある。また、肘木[2]（ひじき）や枓栱[3]（とうきょう）と表記されることもあり、さらに広い範囲を指して「組物[4]」と呼ばれることもある。
- 朝鮮語では、「공포（栱包、きょうほう）」と呼ばれる。

## 歴史

### 起源
現在、斗栱の前身とその発生過程については、主に以下の3つの説がある：
1. 井干構造（立柱や大梁を用いない建築構造）から派生したとする説。
2. 挑梁（せり出した梁）から発展したとする説。
3. 擎檐柱（屋根を支える柱）が斜材へと変化し、それがさらに斗栱へと発展したとする説。

最も古い斗栱の形状は、戦国時代の崖墓や石室、石闕、冥器、壁画などに見られる。これらの斗栱は形状が比較的単純で、主に陶製の十字型部材を交差させて積み重ねたものであり、外観は粗削りで装飾的要素は少なく、主に荷重を支える役割を担っていた。
現存する実物としては、四川省綿陽市梓潼県の漢代・石闕に見られる「一斗三升斗栱」、および四川省雅安市の後漢・高頤墓闕に見られる「一斗二升斗栱」が挙げられる。この形式の斗栱は後に日本へと伝わり、飛鳥・奈良時代の法隆寺にその姿を確認することができる。